# Operation Radetzky
Operation Radetzky war der Deckname einer von einer Gruppe österreichischer Gegner des nationalsozialistischen Regimes organisierten Aktion zur kampflosen Übergabe der Stadt Wien an die heranrückende sowjetische Armee gegen Ende des Zweiten Weltkrieges im April 1945. Die Bezeichnung war eine Referenz an den früheren österreichischen Heerführer Josef Wenzel Radetzky von Radetz (1766–1858).

## Vorgeschichte
Nachdem die Rote Armee, über das Gebiet zwischen Plattensee und Donau von Ungarn kommend, in Richtung des damals zum „Großdeutschen Reiches“ gehörenden Österreich vorgedrungen war und am 29. März bei Klostermarienberg die Grenze überschritten hatte, erreichten die Truppen am 6. April das Umland von Wien (siehe Wiener Operation 1945).
Adolf Hitler hatte die Stadt zum „Verteidigungsbereich“ erklärt. Der Kampf sollte mit allen Mitteln bis zum Ende geführt werden, ohne Rücksicht auf Verluste an Menschenleben und Gebäuden. Bevor Einrichtungen der Infrastruktur dem Feind in die Hände fallen konnten, sollten sie zerstört werden („Nerobefehl“). Teils bereits mit Sprengladungen versehen und zur Zerstörung vorgesehen waren vor allem Bahnhöfe, Züge, Brücken, Stellwerke, Öltanks, Elektro- und Gaswerke, technische Einrichtungen und die Lebensmittelvorräte.
Um dies zu verhindern, nahm eine Widerstandsgruppe von österreichischen Wehrmachtsangehörigen Kontakt mit der Führung der sowjetischen Armee auf. Leiter der Gruppe war Major Carl Szokoll, der bereits als Wiener Kontaktmann am gescheiterten Attentat auf Hitler vom 20. Juli 1944 beteiligt gewesen war, damals aber unerkannt bleiben konnte. Danach hatte er mit der Widerstandsgruppe O5 zusammengearbeitet und innerhalb des Wehrkreiskommandos XVII eine Gruppe von Offizieren gebildet, die gegen das Regime zu arbeiten bereit waren.

## Ausführung
Am 2. April 1945 gelang es Oberfeldwebel Ferdinand Käs und dem Obergefreiten Johann Reif in Kontakt mit dem Oberkommando der 3. Ukrainischen Front unter Marschall Fjodor Tolbuchin in Hochwolkersdorf zu treten. Die Armeeführung war an den Plänen interessiert und es wurden Informationen über die Verteilung der deutschen Truppen in Wien übermittelt, um eine Lücke im Verteidigungsring zu öffnen und somit den Sowjets den Weg nach Wien zu bahnen. Wien sollte im Westen eingefasst werden, da der Angriff von Osten her erwartet wurde und in den westlichen Bezirken mit weniger Widerstand zu rechnen war. Zudem wurde vereinbart, die Zivilbevölkerung möglichst zu schonen. Nach Beginn des sowjetischen Angriffes sollten am folgenden Tag Leuchtraketen auch den Beginn des aktiven Widerstandes im Inneren der Stadt signalisieren, wozu es aber nicht mehr kommen sollte.
Kurz nachdem Käs und Reif am 4. April nach Wien zurückgekehrt waren, wurde Major Karl Biedermann, Kommandant der Heeresstreife von Groß-Wien, verraten und verhaftet. Im Rahmen der „Operation Radetzky“, die nun bereits teilweise aufgedeckt war, wäre es seine Aufgabe gewesen, die Brücken der Stadt zu sichern.
In der Nacht vom 5. zum 6. April lief die „Operation Radetzky“ zunächst dennoch planmäßig an. Als Angehörige der Gruppe aber den Sender Bisamberg am nördlichen Stadtrand übernehmen wollten, wurde ein Offizier auf sie aufmerksam, woraufhin die Aktion abgebrochen werden musste. Der Plan wurde aufgedeckt und die Offiziere Hauptmann Alfred Huth und Oberleutnant Rudolf Raschke verhaftet, von einem SS-Standgericht verurteilt und, wie auch Major Karl Biedermann, am 8. April in Floridsdorf an Straßenlaternen öffentlich gehängt. Szokoll wurde gewarnt, konnte der Verhaftung entgehen und floh zum Kommandoposten der 9. Gardearmee in Purkersdorf, wo er die Sowjets vom Scheitern der Operation unterrichtete.
Obwohl es teilweise gelang, die geplanten Zerstörungen in der Stadt zu verhindern und die „Westumfassung“ erfolgreich verlief, dauerten die Kampfhandlungen dennoch vom 6. bis zum 13. April. Dabei verloren etwa 19.000 deutsche und 18.000 sowjetische Soldaten ihr Leben.

## Gedenken
Eine Tafel am Floridsdorfer Spitz erinnert seit 1964 an die Hinrichtung der drei Widerstandskämpfer. 1967 wurde die „Kaiser-Franz-Joseph-Kaserne“ im 14. Wiener Gemeindebezirk Penzing in „Biedermann-Huth-Raschke-Kaserne“ umbenannt. Im 21. Bezirk Floridsdorf wurden die Karl-Biedermann-Gasse, die Ferdinand-Käs-Gasse, die Rudolf-Raschke-Gasse und die Alfred-Huth-Gasse nach den Beteiligten an der „Operation Radetzky“ benannt. Biedermann, Huth und Raschke ruhen in Wien auf dem Hietzinger Friedhof in einem ehrenhalber gewidmeten Grab (Gruppe 66, Reihe 19, Nummer 5).